# Anke Nothnagel
Anke Von Seck-Nothnagel, född den 10 september 1966 i Brandenburg an der Havel, Tyskland, är en tysk kanotist.
Hon tog OS-guld i K-2 500 meter och OS-guld i K-4 500 meter i samband med de olympiska kanottävlingarna 1988 i Seoul.
Hon tog OS-guld igen i K-2 500 meter och OS-silver i K-4 500 meter i samband med de olympiska kanottävlingarna 1992 i Barcelona.